# 阿仙奴2003至2004球季
阿仙奴2003至2004球季是阿仙奴歷史上的第109個球季，本賽季由2003年7月1日開始，直至2004年6月30日結束，其中正式比賽於8月至5月期間舉行。於聯賽方面，阿仙奴以26勝、12和的成績，打破英超紀錄全季不敗奪冠；於盃賽方面，阿仙奴卻未能延續於聯賽的狀態，於本土盃賽英格蘭足總盃和英格蘭聯賽盃分別被曼聯和米杜士堡淘汰，於歐洲聯賽冠軍盃則被車路士淘汰。
於夏季轉會窗中，阿仙奴因計劃興建酋長球場，財政負擔增加而沒有太大的行動。一線隊夏季的主要收購為門將，轉會費為150萬鎊；前鋒則於冬季轉會窗時才加入球隊。阿仙奴保留了球隊中最好的球員，並成功與隊長和中場球員進行續約。穩定的陣容令阿仙奴成為當季其中一隊潛在聯賽冠軍，其他的對手包括曼聯與剛被俄羅斯富翁罗曼·阿尔卡季耶维奇·阿布拉莫维奇入主的車路士。
阿仙奴於開季首4場表現強勢，4場比賽皆取得勝利。9月，阿仙奴作客曼聯的比賽中發生了不愉快的情節，雙方球員於比賽完結時發生肢體碰撞。賽後，英格蘭足球總會對數名阿仙奴球員分別進行不同程度的禁賽及罰款。11月，阿仙奴於主場以1比0小勝和作客以5比1大勝國際米蘭後，阿仙奴得以順利開始當季的歐洲賽事。次年，球隊於聯賽連勝9場，鞏固了聯賽榜首的位置。於4月第1個星期，阿仙奴先後於英格蘭足總盃和歐洲聯賽冠軍盃被淘汰，但於月尾，球隊成功於客和死敵托定咸熱刺2比2的比賽中鎖定聯賽冠軍。
本季各項賽事中，共有34名不同的球員為球隊上陣，其中15名取得入球。蒂埃里·亨利連續第3年成為球隊的神射手，他於51場比賽中攻入39球，賽季完結後分別被球員和記者選為英格蘭PFA足球先生和英格蘭FWA足球先生。雖然於盃賽的成績並不出眾，阿仙奴於本季聯賽統治性的地位仍被眾多評述家視為一次獨突的成就，並獲「The Invincibles」的稱號，與首屆聯賽冠軍兼保持不敗的球隊普雷斯頓一樣。賽季完結後，賽會特別打造一隻全金版本的聯賽獎盃頒予阿仙奴，以表揚其全季不敗奪冠的功績，其後阿仙奴把不敗場次延長至49場，刷新紀錄。2012年，2003-04賽季的阿仙奴於英格蘭超級聯賽20年獎項中，獲選為歷屆最佳球隊。

## 背景

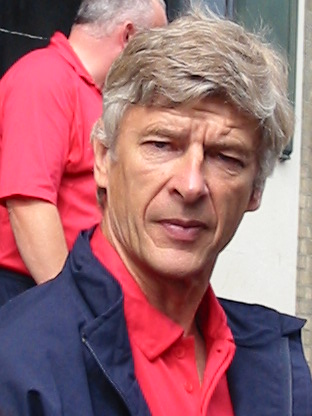
阿仙奴領隊阿森尼·溫格

2002-03賽季，阿仙奴於聯賽剩下最後10輪比賽時被曼聯超越，最終以次名完成聯賽賽事。於英格蘭足總盃的賽事中，阿仙奴成功衛冕，於決賽以1比0小勝修咸頓奪冠。上季阿仙奴開季時表現出色，領隊雲加認為球隊有能力於各項賽事中保持不敗，並表示「這並不是沒可能，皆因AC米蘭曾完成過一次。我並不覺得說出來有多令人震驚，你認為曼聯、利物浦和車路士沒有想過能做到？他們也是一樣，不過他們害怕被人認為是可笑才不說出來。我認為不敗奪冠一事並不可笑，因為凡事皆有可能發生」。在雲加聲稱球隊能不敗奪冠後1個月，阿仙奴在對陣愛華頓時落敗，攻入致勝的入球，終結球隊30場不敗紀錄。2003年2月，阿仙奴以5分落後榜首的曼聯，加上球隊受傷患困擾，尤其在隊長受傷後，球隊變得不穩定。4月，阿仙奴於數場比賽中只能賽和對手，加上於主場不敵列斯聯後，於數字上球隊沒有可能衛冕。雲加否認此賽季為失敗，並表示：
我們當然希望能贏得聯賽冠軍。球會最困難的事情是保持穩定，我認為這個賽季我們的表現得異常地穩定。我們於聯賽輸給一隊每年比我們花費多百分之五十的球隊（曼聯），去年當他們失掉錦標時，他們用了三千萬鎊進行收購。曼聯將會繼續這樣做，而我們必須創造奇蹟才能與他們對抗。
2002-03賽季完結時，俄羅斯富翁罗曼·阿尔卡季耶维奇·阿布拉莫维奇以1.4億收購車路士，成為當時英格蘭史上最大收購金額的一宗交易。記者約書亞·京治對收購表示歡迎，認為車路士「能更容易打破曼聯和阿仙奴於聯賽的壟斷」。但阿仙奴時任副主席大卫·戴恩卻表示不愉快，更風趣地表示「阿巴莫域治把他的坦克停在我們的草坪上，並正對我們發射50元鈔票」。車路士在入主後，曾對亨利進行報價，但馬上被阿仙奴拒絕。
| 來源           | 排名  |
| -------------- | ----- |
| 衛報           | 季軍  |
| 衛報傳媒集團   | 冠軍  |
| 獨立報         | 季軍  |
| 星期日獨立報   | 第5名 |
| 觀察家報       | 冠軍  |
| 星期日泰晤士報 | 季軍  |
| Sunday Tribune | 亞軍  |

阿仙奴於夏季轉會窗的動作較少，因為當時球會需興建新球場，財政上的限制增加。球隊成功保留上季的核心球員，並先後與隊長和翼鋒進行續約。於球員轉會方面，德國門將為一線隊最主要的收購，以代替轉投曼城的門將；烏克蘭籍後衛奧列格·盧日內於合約年期完結後免費轉會至狼隊，前鋒格雷厄姆·巴瑞特則轉會至高雲地利。另一名前鋒因缺乏上陣機會而被外借回母會愛華頓，左閘亦因同樣的理由被外借至巴塞隆拿，於賽季完結後，巴塞隆拿選擇買斷其合約，正式轉會。阿仙奴亦於此轉會窗買下數名年青球員，先後從康城體育會和伊托里卡魯治足球會分別買下後衛和。2004年1月，球會於冬季轉會窗開啟後，於西維爾買下；4月時，阿仙奴與達成協議，將於次季的轉會窗成為阿仙奴一員。
賽季開始前，領隊雲加把重奪聯賽錦標的任務放在首位，表示「我認為把此事記在心裏是很重要的，我亦知道我們對達成它的渴望很強烈」。雲加列出了阿仙奴於聯賽一眾的競爭對手，包括紐卡素、利物浦、曼聯和車路士。前阿仙奴中場主張舊東家為奪冠的熱門之一，因為阿仙奴擁有「最好的球員……若他們每週都能保持健康，他們將不會被擊敗」；獨立報的格倫·莫爾於提及阿仙奴時，表示「他們的聯賽排名大約會在頭幾名。除非雲加終於信任、和等年輕球員，而他們又能報答雲加的信任，否則他們的陣容可能缺乏去競爭冠軍的深度」。相反，球隊的中堅索爾·坎貝爾認為他們的陣容是「足夠強以贏得聯賽和英格蘭足總盃冠軍」，但對有機會贏得歐洲聯賽冠軍盃抱有懷疑。
阿仙奴於此季的主場球衣沒有任何改變，同樣是帶有白色袖子的鮮紅色球衣，短褲和球襪亦是白色；在作客球衣方面，製造商根據球隊於1979年英格蘭足總盃決賽所穿的球衣，再度推出了配上藍色窄領子的黃色球衣，而短褲和球襪與領子一樣。

### 轉會

#### 轉入
| 球衣號碼 | 位置 | 球員 | 前屬球會           | 費用        | 日期          | 參考資料 |
| -------- | ---- | ---- | ------------------ | ----------- | ------------- | -------- |
|          | 中堅 |      |                    | 未有透露    | 2003年6月1日  | [ 39 ]   |
| 1        | 門將 |      | 多蒙特             | £1,500,000  | 2003年7月25日 | [ 40 ]   |
|          | 中堅 |      | 伊托里卡魯治足球會 | 免費轉會    | 2003年8月1日  | [ 41 ]   |
| 22       | 左閘 |      | 康城體育會         | £250,000    | 2003年8月4日  | [ 42 ]   |
| 57       | 中場 |      | 巴塞罗那           | 免費轉會    | 2003年8月19日 | [ 43 ]   |
| 9        | 翼鋒 |      | 西維爾             | £10,500,000 | 2004年1月28日 | [ 44 ]   |
|          | 翼鋒 |      |                    | £3,000,000  | 2004年4月28日 | [ 45 ]   |

## 腳注
1. ↑  於2002-03賽季聯賽開始前，雲加告訴記者「當賽季完結時，沒有球隊的排名比我們更高。若球隊以不敗奪冠，我並不會感到驚奇。」[5]
2. ↑  2005年，以約8億收購了曼聯[11]。詳見格拉沙對曼聯的擁有權（英语：Glazer ownership of Manchester United）。
3. ↑  由理查·威廉斯、奇雲·麥卡拉、米高·獲加、丹尼爾·泰萊、多明尼克·發費爾德、莊·布羅德金和等一眾衛報作家所作出的預測的平均排名
4. ↑  Such was the difficulty of raising cash, Arsenal introduced a bond scheme in the summer of 2003. This gave supporters a right to buy a season ticket at Highbury and at the new stadium, as well as entitlement to dividends of up to £100 per season depending on Arsenal's successes in the coming five years. For a price of between £3,500 and £5,000, 3,000 bonds were issued. Arsenal launched a similar scheme in the early 1990s to raise income for the redeveloped North Bank terrace at Highbury, which was criticised for pricing the less well-off from watching the game; the first scheme was reasonably successful as a third of all bonds were sold. Arsenal raised several million pounds through the second scheme, though did not reveal the number of buyers.[23] They also never specified whether this was spent on the team, or the financing of the stadium.[24]

## 外部連結
- Tribute to the Invincibles （页面存档备份，存于） at Arsenal.com